# 高鵬 (正德丁丑進士)
高鵬（1486年—1546年），字汝南，號南厓，湖廣黃州蘄州衛人，官籍，明朝政治人物。

## 生平
正德十一年（1516年）丙子科湖廣鄉試第三十二名舉人。正德十二年（1517年）中式丁丑科會試第八十一名，登第三甲第二百零七名進士。通政司观政，授淳安县知县，调萧山县，降亳州判官，嘉靖四年（1525年）任西充县知县，升崇庆州知州，改任蜀王府左長史，進階正三品服色，食參政俸。嘉靖二十二年（1543年）五月以九年考满，违例递送宜黜，诏令致仕。二十五年卒，年六十一。

## 家族
曾祖高武，曾任百戶；祖父高英，曾任百戶；父高政，曾任副千戶。母杜氏。永感下。兄高凤（百户）、高鸾。
三子：高暘，舉人；次子高曙、高晛。